# Tyreese
Tyreese o Tyreese Williams es un personaje ficticio de la serie de cómics The Walking Dead y es por interpretado por el actor afro-estadounidense Chad L. Coleman en la serie de televisión del mismo nombre. Es un personaje prominente en ambos medios, siempre en las filas del grupo de Rick Grimes y la mano derecha en los cómics, hasta su muerte en el volumen 8 "Made to Suffer".
Presentado en The Walking Dead #7 (abril de 2004), Tyreese es un padre devoto y de voluntad fuerte y líder protector de sus compañeros sobrevivientes. A menudo está en conflicto con Rick en su liderazgo y estabilidad, pero sin embargo sigue siendo leal a él. Un modelo a seguir para sus compañeros sobrevivientes, particularmente el hijo de Rick, Carl, Tyreese es un luchador fuerte y sano que prefiere un martillo a armas de fuego en ambos medios. A pesar de esto, se demuestra que Tyreese sufre de fragilidad emocional, especialmente después de la muerte de su hija. Rechaza enérgicamente la naturaleza de suicidio, y no muestra simpatía por quienes lo cometen. Su muerte deja una huella significativa en los sobrevivientes, particularmente su novia, Michonne.
En la serie de televisión, Tyreese es el líder de un grupo que una vez estuvo compuesto por 25 sobrevivientes. Viaja desde Jacksonville, Florida a Georgia en busca de un refugio después de perder a muchos de los miembros de su grupo. A diferencia de su homólogo de la serie de cómics, Tyreese no es un padre, pero actúa como la principal cuidadora de la hija de Rick y Lori Grimes, Judith, en ausencia de Rick. Él comparte un vínculo estrecho de hermanos con su hermana menor, Sasha. En la cuarta temporada, Tyreese se enfrenta a muchas decisiones difíciles y obstáculos, como el misterioso asesinato de su novia enferma Karen y las muertes de las hermanas Lizzie y Mika Samuels, a quienes él había protegido. Tyreese no puede obligarse a matar a otro ser humano, pero si mata zombis. En un mini-documental para la quinta temporada Blu-ray y DVD, así como los lanzamientos de personajes de acción del personaje, revelan que su nombre completo es "Tyreese Williams". Inicialmente fue un personaje recurrente en la tercera temporada hasta que fue ascendido a serie regular para la cuarta y quinta temporadas. El desempeño de Chad Coleman ha sido elogiado por los críticos.

## Características del personaje
En los cómics, se describe a Tyreese por haber fallado su breve estadía en la NFL como linebacker. A lo largo de los años siguientes, pasó por una variedad de trabajos insatisfactorios, como un portero y (hasta el brote) un vendedor de autos. Se divorció de una hija adolescente llamada Julie, de quien siempre había sido ferozmente protegida por este. Su relación con Julie, sin embargo, fue a menudo tensa debido a la tensión entre él y el novio de Julie, Chris.
En la serie de televisión, Tyreese proviene de Jacksonville, Florida, junto con su hermana, Sasha. Él y Sasha se escondieron en el búnker subterráneo de un vecino y tuvieron que permanecer escondidos cuando ocurrió el brote durante siete meses. Al salir del búnker y salir solos, se encontraron con otro grupo de sobrevivientes. Su campamento finalmente fue invadido y el grupo gradualmente se hizo más pequeño hasta que se redujo a él, a Sasha, y a una familia de tres Allen, Donna, y su hijo adolescente, Ben sobreviviendo en el bosque.

## Historia
Tyreese, Julie y Chris se encuentran con el grupo de Rick en la carretera cuando el invierno comienza a acercarse. Rápidamente se convierte en un activo esencial para el grupo, proporcionándoles músculo, así como cualidades de liderazgo, lo que se ganó la confianza de Rick en él. En cuestión de días, él y Carol entablaron una relación romántica sutil, con él a menudo actuando como su protector emocional y físico. Continuamente luchó por soportar las travesuras sexuales de Julie y Chris, y fracasó en su intento de establecer reglas básicas para las dos. Poco después de su llegada a Wiltshire Estates, su relación con Carol se intensificó y los dos tuvieron relaciones sexuales.
Después de huir de Wiltshire y de instalarse en una prisión abandonada, Tyreese tuvo la desgracia de descubrir el fallido pacto de suicidio de Chris y Julie, con Julie muerta a tiros y Chris sigue vivo. En un ataque de histeria, Tyreese estranguló al chico y mutiló su cadáver. Sorprendentemente, superó lo que había ocurrido bastante rápido, para gran confusión y preocupación de Rick. Los dos continuaron teniendo una relación sólida, y Tyreese a menudo lo guiaba y lo ayudaba con varias cosas físicas. A la llegada de Michonne, Tyreese se sintió seducido por ella en el gimnasio e inicialmente intentó ocultarlo de Carol, sin darse cuenta del hecho de que Carol había presenciado el evento de primera mano. Después de algunos intentos lamentables de competir con Michonne, Carol terminó su relación y lo obligó a mudarse a otro bloque de celdas, donde siguió viendo a Michonne, aunque en vano debido a su pesar por haber perdido a Carol. Carol finalmente intentó suicidarse cortándose las muñecas, lo que, poco después, provocó un violento altercado entre él y Rick. Este evento marcó el punto donde se rompió su amistad cercana.
Cuando el resto del grupo decidió que Rick no estaba en condiciones de liderar después de la pelea, Tyreese más tarde formó parte del comité de decisión, junto con Hershel y Dale. Su relación con Rick continuó siendo tensa; sin embargo, los dos todavía lograron cooperar y trabajar juntos en varias ocasiones, mientras el grupo se preparaba para la guerra contra Woodbury, Tyreese llevó a un puñado de personas a una estación cercana de la Guardia Nacional, donde Woodbury recuperó muchos de sus suministros. Casi fueron emboscados por los hombres del Gobernador. Tyreese fue devastada al ver a Carol suicidarse frente al grupo.
Sin embargo, su pena se convirtió rápidamente en ira y lástima debido a cómo vio el suicidio como un acto patético, su muerte lo llevó a los brazos de Michonne. Durante el ataque a la prisión, él y Michonne intentaron la guerra de guerrillas, solo para ser emboscados en su intento y Tyreese capturado y tomado como rehén. El Gobernador planeaba usarlo como palanca para poder acceder a la prisión; sin embargo, cuando esto falla, Tyreese es lenta y brutalmente decapitada frente al grupo. Tras el asalto, Michonne mata a su cabeza re-animada.
Su papel como fuerte defensor del grupo y generalmente hombre justo tuvo una impresión duradera en los sobrevivientes del asalto. Michonne lamentablemente se remite a Tyreese cuando le confió a Rick su soledad, lo que significa que tuvo un impacto emocional más duradero en la desapegada Michonne que lo que previamente había hecho creer a sus compañeros sobrevivientes. Ella trató brevemente de tener una aventura de una noche con Heath para seguir adelante con esto, pero él la rechazó, ya que se le había dicho acerca de Tyreese de Glenn antes e intenta animarla a enfrentar a sus demonios en lugar de ignorarlos. Glenn recordó la historia de su milagrosa supervivencia en el gimnasio de la prisión a varios ciudadanos de Alexandria en la fiesta de bienvenida del grupo, todos los cuales se sorprendieron y se asombraron al escuchar esto.

## Adaptación de TV

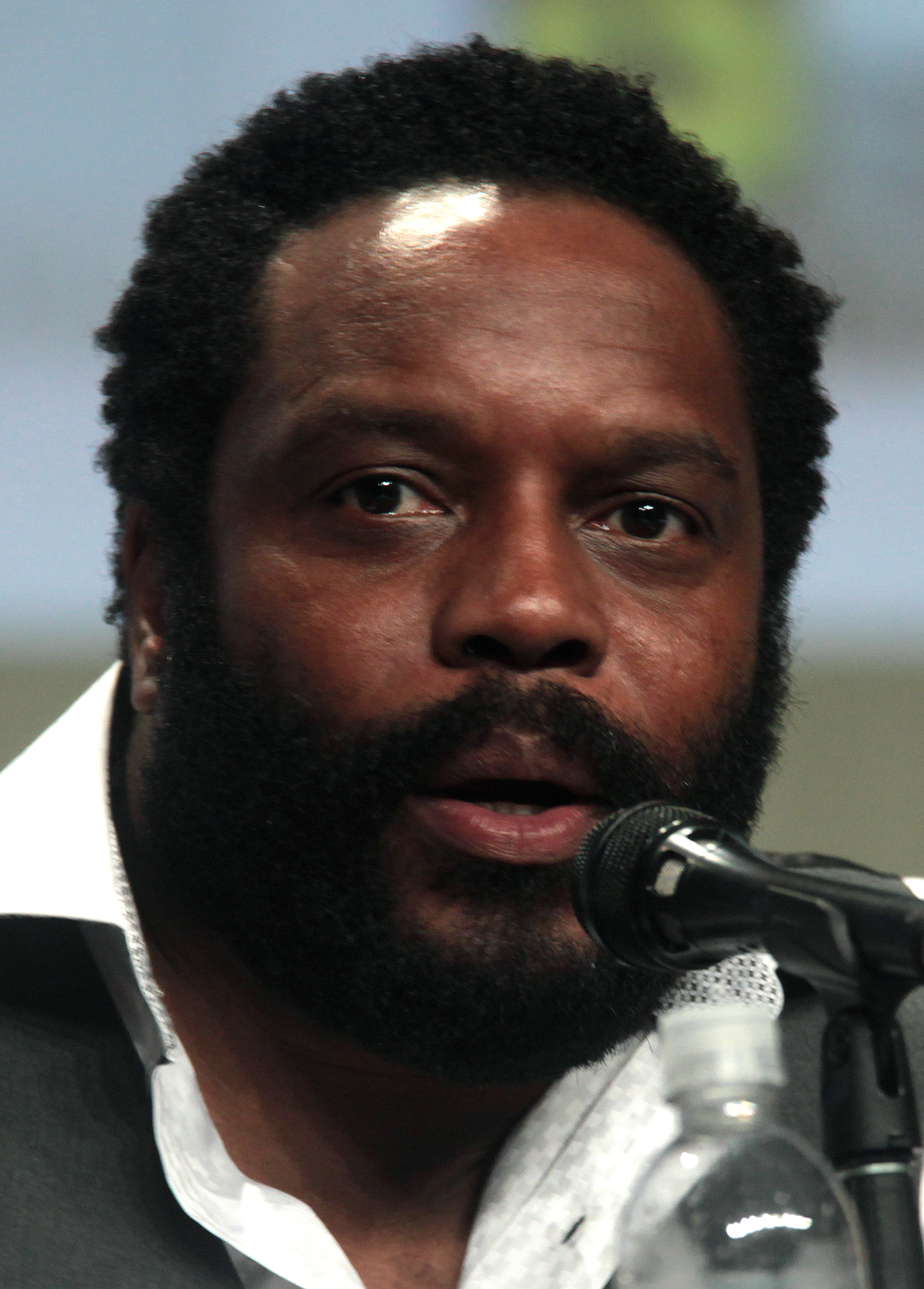
Chad L. Coleman (en la foto en 2014) interpretó a Tyreese en la serie de televisión desde la tercera temporada hasta la quinta temporada.

### Tercera temporada (2012-2013)
En el episodio final de mitad de temporada "Made to Suffer", Tyreese y su grupo descubren la prisión y proceden a colarse, a través de la parte posterior expuesta de uno de los edificios. Cuando llegan a la prisión, son encerrados en un bloque de celdas por Carl, mientras Rick y otros están lejos en Woodbury. Donna, que había sido mordida en el bosque, sucumbe a su infección y muere, y Tyreese se encarga de evitar la reanimación al destruir su cráneo con su martillo. En el episodio estreno de mitad de temporada "The Suicide King", mientras estaba enterrando a Donna afuera, Allen propone emboscar al grupo y hacerse cargo, sin embargo Tyreese refuta la idea, reconociendo que a pesar de las circunstancias, son gente "buena". Una vez que Rick llega a la prisión, este le solicitud posada en la comunidad penitenciaria, pero el alguacil regresa a su inestabilidad mental lo cual lo obliga a Tyreese y su grupo a retirarse.
Permanecen cerca de la prisión en el bosque y finalmente son descubiertos en el episodio "I Ain't a Judas", por Andrea y Milton, este último de los cuales los lleva a Woodbury. El Gobernador les da la bienvenida con los brazos abiertos, una vez que acuerdan proporcionar una distribución de la prisión. En el episodio "Prey", se muestra que se establecieron en la ciudad, los cuatro de ellos asumieron roles activos dentro de la comunidad. Tyreese y Sasha sirven como los principales guardias de la comunidad. Mientras están de guardia, Andrea les revela que el Gobernador ha hecho cosas terribles y está planificando algo peor, antes de que se escape por el muro. Más tarde, Tyreese es llevado a al pozo de los mordedores para ayudar a recolectar caminantes en cautiverio y se mete en una pelea con Allen. Más tarde le pregunta al Gobernador por qué mantiene a los caminantes, pero el Gobernador le asegura que solo se usan como una táctica de miedo.
En el episodio final de temporada "Welcome to the Tombs", Allen es reclutado como parte del ejército del Gobernador para la guerra contra el grupo de Rick. El Gobernador también trata de reclutar a Tyreese y Sasha, sin embargo, no quieren involucrarse en el derramamiento de sangre y optan por hacer guardia con los niños mientras el resto de los sanos se van a pelear lo cual El Gobernador a regañadientes acepta. Allen, al igual que la mayoría de los demás ciudadanos de Woodbury que se fueron a pelear, pero son abatidos por el Gobernador después de que fracasa su ataque. La única sobreviviente de la masacre es Karen, quien guía al grupo de Rick a Woodbury, donde Tyreese está vigilando. Él los deja entrar a todos, los guía a una habitación donde encuentran a Andrea mordida, y se queda vigilando afuera de la puerta mientras Andrea se dispara a sí misma. Despertado por la maldad del Gobernador y preocupado por el bienestar de todos, él y Rick están de acuerdo en llevar a todos a la prisión.

### Cuarta temporada (2013-2014)
En el estreno de la temporada "30 Days Without an Accident", se demuestra que Tyreese se ha adaptado a la vida en la prisión y comienza una relación romántica con Karen. Él va con otros en una carrera de suministros que se vuelve mortal para un joven llamado Zach; Al regresar a la prisión pasa la noche con Karen. En el episodio "Infected", una misteriosa y mortal enfermedad se extiende por la prisión. Después de que se entera de que Karen y David--otro sobreviviente--están enfermos, ambos están en cuarentena por el consejo de la prisión. Poco después, mientras intentaba visitarla, Tyreese descubrió que tanto ella como David habían sido arrastrados al exterior, asesinados e incendiados como medio de evasión de contagio.
En el episodio "Isolation", cuando Rick y Daryl intentan calmarlo, se vuelve violento y comienza a atacarlos. Durante esto, Rick se enoja y golpea a Tyreese antes de que Daryl lo saque. Después de recuperarse, Tyreese descubre que su hermana Sasha también está enferma y va con Daryl, Michonne y Bob a buscar medicina. En el episodio "Indifference", obtienen los suministros y regresan a la prisión para tratar a los pacientes sobrevivientes. En el final de mitad de temporada "Too Far Gone", Tyrese descubre un conejo disecado en las tumbas y le dice a Rick y Daryl que cree que fue la misma persona que mató a Karen, pero cuando intentan decirle a Tyreese quién realmente mató a Karen, son interrumpido cuando El Gobernador ataca la prisión. Tyreese participa en la pelea contra el grupo del Gobernador y es acorralado por dos de los soldados del Gobernador, pero ambos son asesinados por Lizzie y Mika Samuels, este fue el último asalto organizado por El Gobernador. Los niños luego corren hacia la prisión, con Tyreese siguiéndolos, diciéndoles que vayan por el otro lado, durante esta pelea El Gobernador y Hershel mueren.
En el episodio "Inmates", luego del ataque a la prisión, Tyreese se divide en un grupo con Lizzie, Mika y Judith, donde pronto se les unirá Carol, quien no menciona nada sobre su exilio del grupo por parte de Rick. Siguen un conjunto de vías de tren donde descubren una señal que indica que un lugar llamado Terminus promete santuario y comunidad.
En el episodio "The Grove", el grupo toma un descanso de seguir las vías del tren hasta Terminus, y encuentra una casa en medio de un bosque de pacanas. Carol y Tyreese más tarde regresan de un viaje de caza para descubrir que Lizzie había matado a Mika y estaba a punto de matar a Judith, pensando que todos entenderían que Mika solo era una persona cambiada después de reanimarse como caminante. Al ver a Lizzie como demasiado peligrosa para estar con otras personas, Carol y Tyreese discuten el destino de Lizzie, y Carol se ve obligada a disparar a Lizzie en la cabeza. Luego, Tyreese se entera de que Carol fue la responsable de matar a Karen y David ya que ella le confiesa. Ella desliza su revólver sobre la mesa, diciéndole a Tyreese que haga lo que tiene que hacer. Tyreese se niega a matarla, diciendo que la perdona, pero no puede olvidar lo que ha hecho porque ahora se ha convertido en parte de lo que es. Tyreese, Judith y Carol abandonan la arboleda de pacanas y continúan siguiendo las vías del tren.

### Quinta temporada (2014-2015)
En el estreno de la temporada "No Sanctuary", Tyreese y Carol continúan a lo largo de las pistas hasta Terminus con Judith, aunque Tyreese todavía está en shock debido a las acciones de Lizzie. Se ven obligados a esquivar que una manada entera se dirija a Terminus, y después de evitar la manada escuchan a Martin, un residente de Terminus, hablando en una radio sobre "desangrar" a Carl y Michonne. Tyreese retiene a Martin como rehén mientras Carol se dirige a Terminus para rescatar a sus amigos, destruyendo a Terminus en el proceso. En un momento de distracción, Martin agarró a Judith tratando de escapar y Tyreese lo golpeó severamente. Tyreese se reúne más tarde con Sasha y los demás mientras se alejaban de Terminus y finalmente reúne a Judith con Rick. También le dice a Carol que él mató a Martin.
En el episodio "Strangers", el grupo continúa alejándose de Terminus y Tyreese le dice a Carol que no quiere que los demás se enteren de Lizzie y Mika, porque ambos desean olvidarlo, ya que el grupo más tarde se refugia en la iglesia del Padre Gabriel. En el episodio "Four Walls and a Roof", mientras el grupo busca a Daryl y Carol desaparecidos, Bob reaparece frente a la iglesia con la pierna amputada y este le revela al grupo que su pierna fue comida y amputada por Gareth y los otros sobrevivientes de Terminus. Bob también les revela al grupo fue mordido por un caminante, así que Tyreese intenta alentar a Sasha a quedarse con él hasta el final. En lugar de eso, se une a Rick para perseguir a Gareth y Tyreese se queda atrás con Bob, Carl, Rosita, Eugene, Gabriel y Judith. Sin embargo, Gareth, con un Martin que aún está vivo y el resto de su grupo, en cambio asalta la iglesia, pero el grupo de Rick reaparece y Tyreese observa perturbado cuando Rick, Sasha, Michonne y Abraham masacran a Gareth, Martin y el resto de su grupo. Después de que Bob muere, Tyreese apuñala su cabeza para prevenir la reanimación y entierra a Gareth, Martin y el resto.
En el episodio "Crossed", el grupo fue informado por parte de Daryl y Noah que Beth está viva y retenida a la fuerza en un hospital, dirigido por la oficial Dawn Lerner en Atlanta, al igual que Carol ahora. Tyreese va con Rick, Daryl, Sasha y Noah para rescatar a Beth y Carol. Cuando Rick hace un plan para matar a la mayoría de la policía, Tyreese sugiere capturar a dos de los subordinados de Dawn y cambiarlos por Beth y Carl. Capturan a los oficiales Lamson, Licari y Shepherd, mientras que Tyreese también trata de ayudar a Sasha, que todavía está angustiada por la muerte de Bob. En el final de mitad de temporada "Coda", Tyreese habla con Sasha sobre la doble cruzada con el oficial Lamson. Él le revela a ella que no mató a Martin, y cree que su buen corazón es la razón de sus dos errores, diciendo que siguen siendo los mismos. Sasha rechaza esto, diciendo que él es el mismo pero que ella no puede ser la misma después de la muerte de Bob. Más tarde está presente en el intercambio cuando Rick cambia a Shepherd y Licari por Beth y Carol. Dawn exige a Noah, lo que hace que Beth sea asesinada accidentalmente por Dawn, lo que a su vez provoca que Daryl dispare a Dawn matándola en el proceso. El grupo de que estaba en la iglesia van a ayudarlos pero Daryl sale con el cuerpo sin vida de Beth cuando el grupo de Abraham llega a tiempo para quedar totalmente devastados.
En el estreno de mitad de temporada "What Happened and What's Going On", Tyreese acompaña a los sobrevivientes restantes a la casa de Noah, pero descubre que su comunidad que tenía muros y segura ha sido destruida y ha sido invadida por caminantes. Tyreese habla con un Noah afligido que le cuenta sobre Karen y cómo casi se suicida tirándose a los caminantes en la prisión, pero recuperó su voluntad de vivir y salvó a Judith, diciéndole que necesita poder recuperarse sin dejar que el pena ir a su cabeza. Tyreese ayuda a limpiar la casa de Noah para que pueda ver los cuerpos de su familia, pero mientras Tyreese mira las fotos de los hermanos de Noah, el hermano menor de Noah que estaba convertido en un caminante aparece y lo mordió. Tyreese comienza a desangrarse de la infección, pero se burla de las alucinaciones de Martin y el Gobernador que lo critican por su incapacidad para actuar ante el peligro, y le hacen creer que su falta de intentos puede haber llevado a que maten a otros miembros del grupo. Sin embargo, Tyreese se siente reconfortado por las alucinaciones de Bob, Beth, Lizze y Mika que le aseguran que sus acciones fueron las correctas y que no es su culpa lo que les sucedió, y le aseguran que está bien que lo deje ir. Cuando el Gobernador lo critica especialmente por su incapacidad para matar a Carol a pesar de haber matado a Karen, Tyreese lo enfrenta criticándolo por todas las acciones que cometió y todas las personas que murieron a causa de ellos. Después de regañarlo, Tyreese defiende con orgullo sus acciones y sabe que hizo las llamadas correctas y que la gente como él, se las arreglan para vivir. Tyreese alucina a Lizzie y Mika que sostienen su mano, que en realidad son Rick y Michonne que intentan salvarlo al cortarle el brazo infectado y llevarlo al auto para regresar con los demás para salvarlo. En el camino, sin embargo, la pérdida de sangre de Tyreese se vuelve severa y él decide dejarlo ir al ver a Bob, Beth, Lizzie y Mika en el auto por última vez asegurándole que está bien ahora y mira alrededor para ver sus caras, ahora ya no con sus heridas. Ellos Sonrientes lo animan y se va tranquilamente. Después de morir, Michonne procede en evitar su reanimación y Rick lo entierra, con su gorra en la cruz mientras que Gabriel dirige su funeral, durante el cual una quebrantada Sasha apenas puede pararse.
En el episodio "Forget", luchando por adaptarse a la normalidad relativa de la vida en Alexandria, Sasha experimenta flashbacks de Bob, Beth y Tyreese, lo que hace que se burle de los demás y se marche después de escucharlos quejarse de asuntos "simples".

### Séptima temporada (2016)
En el episodio estreno de temporada The Day Will Come When You Won't Be,  después de ver a Negan asesinar brutalmente a Abraham y Glenn, un Rick traumatizado experimenta flashes de memoria de varias personas que ha conocido y perdido desde el brote ocurrido, incluyendo Tyreese.

## Casting y recepción
Chad Coleman fue elegido Tyreese a mediados de 2012. En el proceso de audición, Coleman dijo: "Sabía que estaba haciendo una audición para Tyreese. Recibí una llamada de que Robert Kirkman tenía su ojo en mí desde que me veía como Dennis "Cutty" Wise en la serie de televisión "The Wire".  Él me había estado mirando por un tiempo y no lo sabía. Hubo un montón de rumores en línea acerca de las personas que desean que aparezca este personaje y quién debería interpretarlo. — y yo estaba en muchas de esas listas. Eso hizo eco de los sentimientos de Kirkman y se dirigió a AMC y le dijo: "Chad es Tyreese". Dijeron que estaba bien, pero tenemos que ver a otras personas y Kirkman dijo: "Pero es Chad". Él fue a batear por mí y estaba agradecido de que todo funcionara. Finalmente hice una audición para ello con lados ficticios. Entré y luego tuve que volver una vez más y eso fue todo. Lo que más recuerdo de mi audición fue no tener un auto y tener que tomar el autobús a Raleigh Studios en [Hollywood]. Aprecio a Robert por su rigidez y a AMC por ver lo que vio— eventualmente."
Tyreese, es un personaje favorito de los fanáticos en los cómics, se adaptó para aparecer en la tercera temporada de la serie de televisión cuando regresó de su receso de mitad de temporada. Chad Coleman fue visto en Senoia en el set por fanáticos y supuestamente fotos autografiadas con el nombre de su personaje. El 20 de noviembre de 2012, su papel como Tyreese fue oficialmente confirmado. Coleman describió al personaje: "Con Tyreese, realmente siento estar en el limite del cielo", y que él es "un líder genuino que probablemente pueda encontrar su posición en cualquier situación". Zack Handlen, escribiendo para The A.V. Club, notó que su introducción en el episodio "Made to Suffer" ocurrió en el mismo episodio con Oscar - otro personaje afroamericano - recibió un disparo fatal; Erik Kain, de la revista Forbes también notó que estaba preocupado por Tyreese porque le parecía que "los negros en  The Walking Dead  no tienen un tiempo fácil para seguir con vida".
Eric Goldman de IGN disfrutó el regreso de Tyreese en el episodio "I Ain't a Judas". Zack Handlen sintió que era difícil culpar a Tyreese y su grupo por declarar su lealtad al Gobernador por Rick, quien parecía una locura.
Eric Goldman disfrutó el hecho de que Tyreese se desarrolló más en el episodio "Prey". Zack Handlen sintió que la mayor parte de la historia de Tyreese en este episodio estaba "en el lado torpe, forzando conflictos que probablemente darán frutos en el tiempo con un tiempo áspero y feo". Una entrevista con Dallas Roberts (Milton) reveló que en el final original, no lanzado, del final de la tercera temporada, "Welcome to the Tombs", redactó que solo Tyreese y otro personaje encontraron a una moribunda Andrea.